# Che papà Braccio di Ferro
Che papà Braccio di Ferro (Popeye and Son), nota anche col titolo Braccio di Ferro, è una serie televisiva a cartoni animati prodotta da Hanna-Barbera e King Features Syndicate negli anni ottanta con protagonista il personaggio di Braccio di Ferro. Si tratta di una rivisizitazione della serie originale e introduce personaggi inediti.

## Trama
Braccio di Ferro e Olivia, infine, si sono sposati. Dal loro matrimonio è nato Junior. Il portentoso marinaio si è ritirato per potersi occupare della famiglia, ma Junior, vicino alla fase adolescenziale, è attratto dal mitico mondo in cui si è cimentato il padre e tenta più volte di mostrarsi uguale a lui, per poi cacciarsi nei guai. Toccherà a Braccio di Ferro risolvere la situazione.

## Personaggi principali e doppiatori italiani
- Braccio di Ferro, Strega Bacheca, Nonno Trinchetto, Lizzie - Franco Latini
- Junior - Ilaria Stagni
- Olivia - Stefanella Marrama
- Bruto - Vladimiro Grana
- Tank
- Poldo - Leo Valeriano
- Woody - Federica De Bortoli
- Polly
- Dee Dee

## Episodi
1. L'attacco della strega Bacheca / Felice Anniversario
2. Il mostro marino / Nonno Trinchetto e l'albero genealogico
3. La piscina con le onde di Bruto / Oggi qui, domani li
4. Non rinunciare al picnic / Il tesoro perso nella baia dei pirati
5. il genio di Junior / Olivia la potente battitrice
6. Junior cerca lavoro / Un film sul surf
7. Ricorre il compleanno di Junior / Barbarossa
8. La ragazza venuta dagli abissi / Olivia e il dilemma dinosauro
9. Il dottor Junior e il signor Hyde / Le avventure di Braccio di ferro col surf
10. Divise da una decisione / Il caso del ladro di hamburger
11. Niente Orchidee / Non e' un comportamento mitologico
12. Ecco il vicinato / Principe di un compagno
13. Il giorno di libertà di Olivia / La donzella in pericolo

## Sigla italiana
La sigla italiana della serie, Che papà Braccio di Ferro!, scritta da Alessandra Valeri Manera e composta da Carmelo Carucci, è cantata da Cristina D'Avena.